# Kujaniwka
Kujaniwka (ukrainisch Куянівка; russisch Куяновка/Kujanowka) ist ein Dorf in der ukrainischen Oblast Sumy mit etwa 1050 Einwohnern (2001).

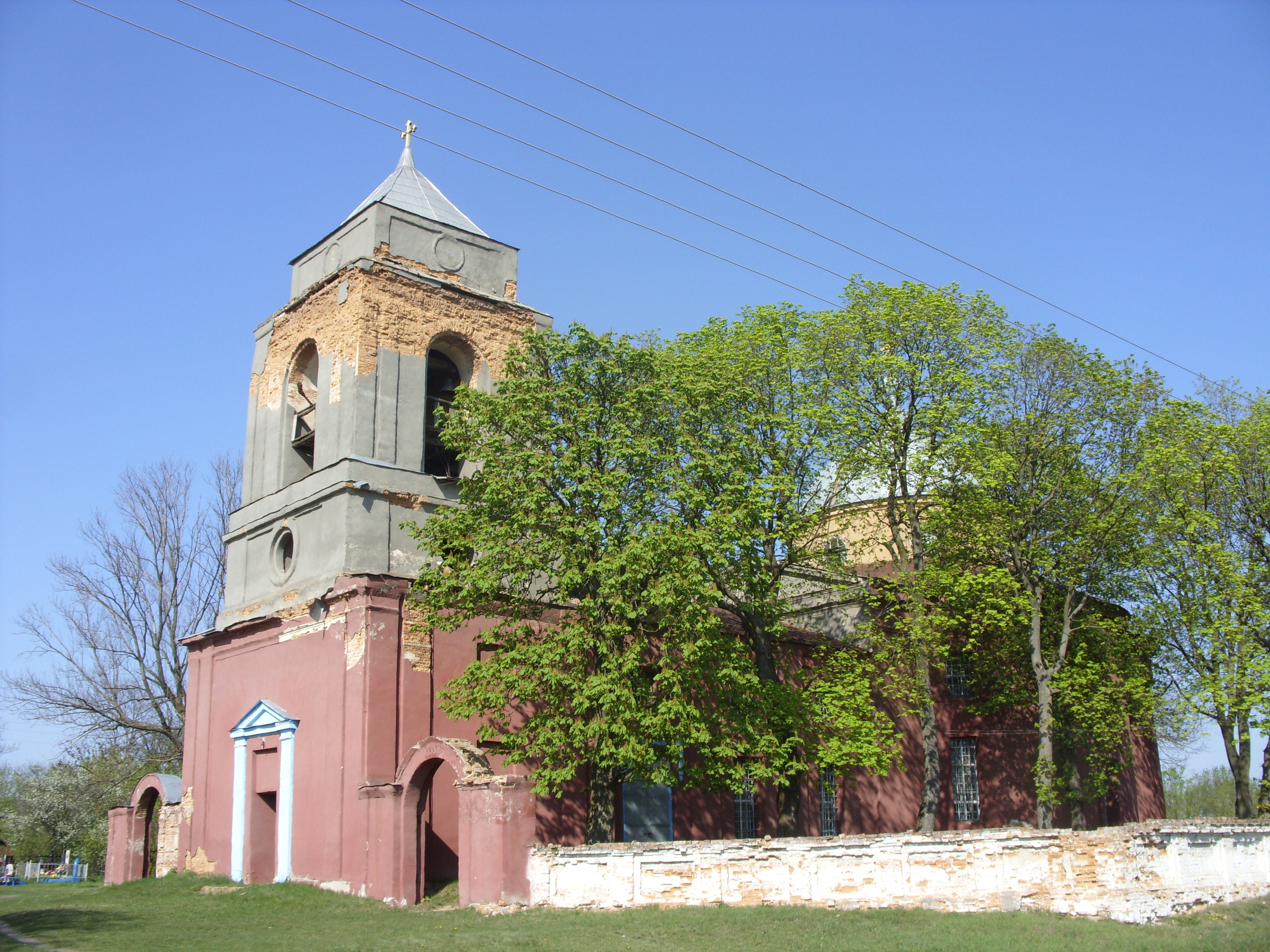
Alte Kirche im Dorf

Das Anfang des 19. Jahrhunderts gegründete Dorf  liegt am linken Ufer des gleichnamigen, 16 km langen Flusses Kujaniwka, 18 km südwestlich vom ehemaligen Rajonzentrum Bilopillja und 62 km nordwestlich vom Oblastzentrum Sumy.
Am 12. Juni 2020 wurde das Dorf ein Teil der neugegründeten Stadtgemeinde Bilopillja, bis dahin bildete es zusammen mit den Dörfern Jossypowe (Йосипове), Nowopetriwka (Новопетрівка), Pawliwske (Павлівське) und Tscherwaniwka (Черванівка) die gleichnamige Landratsgemeinde Kujaniwka (Куянівська сільська рада/Kujaniwska silska rada) im Zentrum des Rajons Bilopillja.
Am 17. Juli 2020 kam es im Zuge einer großen Rajonsreform zum Anschluss des Rajonsgebietes an den Rajon Sumy.

## Söhne und Töchter der Ortschaft
- Natalka Bilozerkiwez (* 1954), ukrainische Dichterin und Übersetzerin